# Cosimo de' Pazzi
Cosme de Pazzi (en italiano: Cosimo de' Pazzi; Florencia, 9 de diciembre de 1466 - ibid., 8 de abril de 1513) fue un eclesiástico y diplomático italiano. Canónigo de San Pedro, obispo de Oloron y de Arezzo y arzobispo de Florencia, desempeñó varias embajadas por cuenta de la República florentina durante los primeros años de las guerras italianas.

## Biografía

### Familia
Cosimo fue el sexto de los dieciséis hijos de Guglielmo de Pazzi y Bianca de Médici, ambos de las principales familias del patriciado de la República de Florencia: por parte de los Pazzi, encabezaban la familia su tío abuelo Jacopo y su tío Francesco, que destacaban por su riqueza y posición social; por la de los Médici, su tío Lorenzo ejercía como signore de la ciudad secundado por su hermano Giuliano.

### Primeros años
Destinado a la carrera eclesiástica, la influencia de su parentela le permitió acumular desde joven numerosos beneficios eclesiásticos: canónigo de la catedral de Florencia, prior de San Pietro en Montegonzi, abad de Santa Margherita en Tosina y de San Fedele en Poppi.  
Después de cursar la Teología y las lenguas clásicas en Florencia, estudió derecho canónico en la Universidad de Pisa.

### Destierro
La prosperidad de la familia se rompió cuando en 1478 se produjo la conspiración de los Pazzi en la que destacados miembros de esta familia, apoyados desde Roma por el papa Sixto IV y su nepote Girolamo Riario, llevaron a cabo un atentado en el que murió Giuliano de Médici y resultó herido Lorenzo.  El padre de Cosimo no había participado en la conjura, pero la condena dictada por las autoridades florentinas incluyó a todos los Pazzi, y la familia fue desterrada de Florencia a perpetuidad.  Se establecieron en Valdisieve.
A principios de la década de 1480 Cosimo se estableció en Roma, donde obtuvo un canonicato en la Basílica de San Pedro.  En 1492 fue nombrado obispo de Oloron, en el sur de Francia, aunque nunca residió en su diócesis.

### Regreso a Florencia

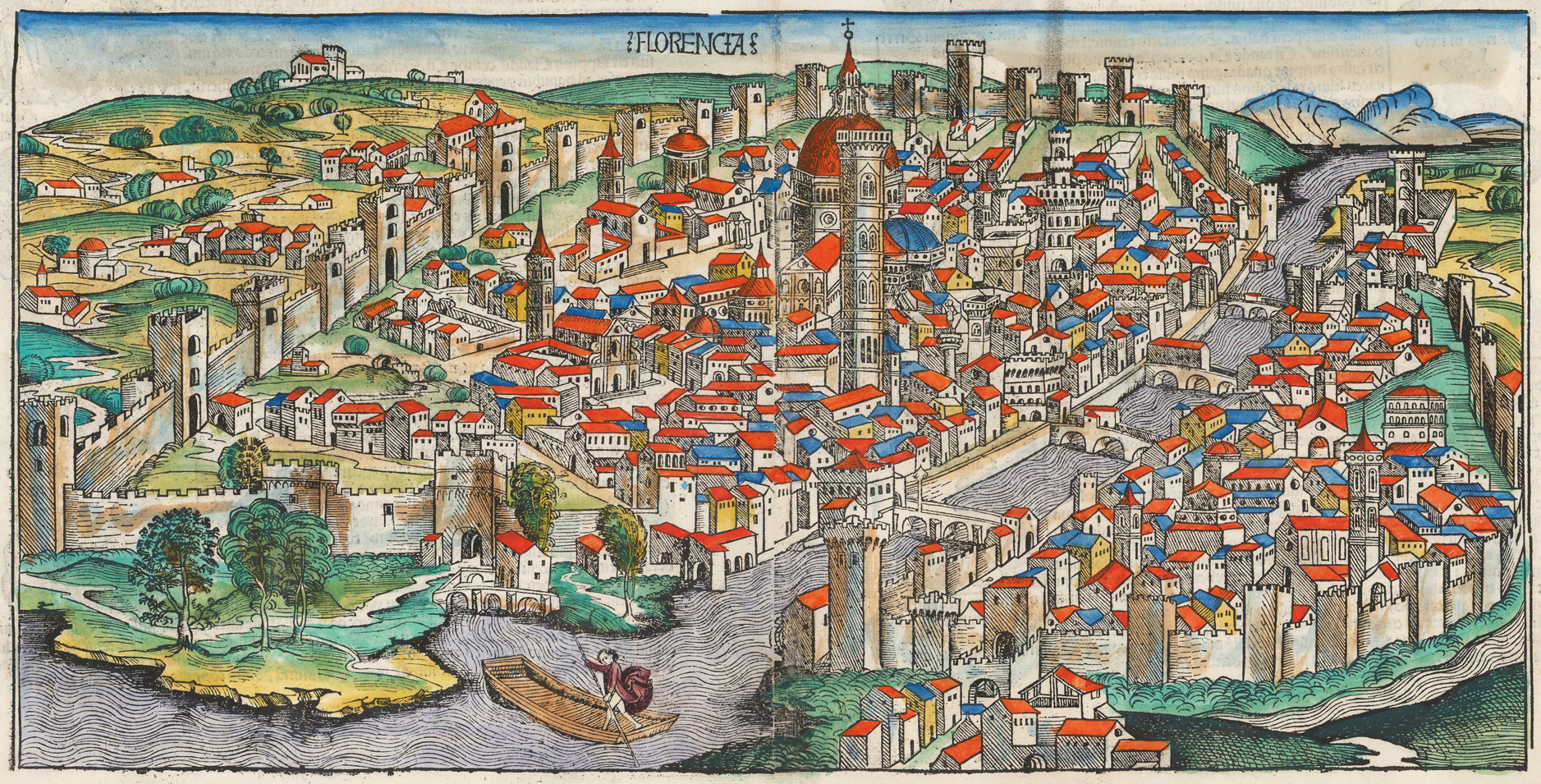
Florencia en las Crónicas de Núremberg (1493).

En 1494 comenzó la primera guerra italiana: Carlos VIII de Francia metió sus tropas en Italia a la conquista del Reino de Nápoles, y a su paso por Florencia el signore Piero de Médici entregó provisionalmente a los franceses varias fortalezas florentinas, lo que motivó un levantamiento popular alentado por Girolamo Savonarola que terminó con la expulsión de los Médici. 
Con el cambio de gobierno, los Pazzi regresaron a Florencia para recuperar sus antiguas propiedades y cargos, y en los años siguientes Cosimo desempeñó por cuenta de la República varias misiones diplomáticas: en 1496, junto a Francesco Pepi, viajó a Milán para entrevistarse con el emperador Maximiliano I de Habsburgo que se encontraba junto a Ludovico Sforza y solicitarle que negara su ayuda militar a Pisa (bajo el dominio de Florencia desde 1406), aunque no tuvo éxito en su petición.  
Obispo de Arezzo desde 1497, el año siguiente formó parte junto con Piero Soderini y Lorenzo de Pierfrancesco de Médici de la embajada enviada a Francia para requerir el apoyo del rey Luis XII en la reconquista de Pisa.
En 1501 se entrevistó con César Borgia para ofrecerle el cargo de capitán general de Florencia, que no se llevó a término.  
El año siguiente se encontraba en Arezzo con su padre, que era comisario militar por cuenta del gobierno florentino, cuando Vitellozzo Vitelli atacó la ciudad en venganza contra Florencia por la muerte de su hermano Paolo.  Los dos Pazzi terminaron presos en Siena, aunque fueron liberados poco después, y la ciudad recuperada por las tropas francesas de Charles de Chaumont.
Tras la muerte de Alejandro VI formó parte de la embajada que debía prestar obediencia al nuevo papa Pío III, aunque la prematura muerte de éste tuvo lugar antes de su llegada a Roma, y la comisión fue presentada a su sucesor Julio II.  Este pontífice le nombró en 1506 gobernador de Forlì, coincidiendo con la expedición militar a la Romaña que el papa organizó y dirigió para recuperar para los Estados Pontificios las plazas de Bolonia y Perugia, respectivamente en manos de Giovanni II Bentivoglio y Gian Paolo Baglioni.  Su principal ocupación durante su estancia en Forlì fue mantener la concordia entre las facciones de los Numaglie y los Moratini.

### Arzobispo de Florencia

Palacio episcopal de Florencia.

En 1508 el anciano arzobispo de Florencia Rinaldo Orsini renunció a su cargo.  Para sucederle se presentaron Cosimo y el gran maestre de los caballeros del Tau Guglielmo Capponi; cada uno de ellos hizo valer sus amistades para conseguir el puesto, pero fue el primero quien lo obtuvo, no está claro si gracias a la influencia del cardenal de Médici o del gonfaloniero Soderini.  
En el desempeño de sus funciones episcopales celebró sínodo, cuyas actas hizo publicar, cursó visita pastoral a las parroquias de la diócesis y dotó al cabildo catedralicio de nuevas constituciones.
Su último encargo diplomático tuvo lugar en 1512: en el congreso de Mantua de ese año los países aliados contra Francia en la guerra de la Liga de Cambrai dispusieron marchar contra Florencia, por ser el único apoyo francés en Italia, y reponer a los Médici en el gobierno.  En agosto un ejército bajo el mando de Raimundo de Cardona saqueó Prato, a unos veinte kilómetros de Florencia, y amenazó marchar contra esta.  Cosimo, junto con Jacopo Salviati y Paolo Vettori, pactó con Cardona la inmunidad de la ciudad a cambio del pago de una fuerte suma de dinero, el exilio de Soderini y el regreso de los Médici. 
El retorno de los Médici a Florencia no estuvo exento de desavenencias.  En febrero de 1513 se descubrió una conjura contra la vida de Giovanni, Giuliano y Lorenzo por la que fueron ejecutados Pietro Paolo Boscoli y Agostino Capponi; otros como Niccolò Macchiavelli fueron desterrados por estar al corriente de la conspiración, pero Cosimo, que también lo estaba, quedó al margen de los castigos, puede que porque a los Médici «no les convenía ahorcar otro arzobispo», en referencia a la ejecución de Francesco Salviati treinta y cinco años antes.
Tras la elección en 1513 de su primo Giovanni como papa León X se dispuso a ir a Roma para la embajada de obediencia, pero murió antes de emprender el viaje a los cuarenta y siete años de edad.  Fue sepultado en la catedral de Florencia.